# موسی خورنی
موسی خورنی (به ارمنی: Մովսես Խորենացի، موسس خورناتسی) تاریخ‌نگار، فیلسوف، الهی‌دان، مترجم و شاعر و نویسنده ارمنی در سده ۵ میلادی بود.
موسی خورنی کتاب «تاریخ ارمنستان» را نگاشته که اطلاعات مفیدی راجع به جغرافیای جهان کهن و به‌ ویژه ارمنستان و ایران می‌دهد.
او در ناحیهٔ غربی ارمنستان، دهکدهٔ خورنگ متولد شد سال تولد او را بین سال‌های ۴۰۵ تا ۴۱۰ میلادی می‌دانند. موسی خورنی تحصیلات خود را در کلیسای افس شروع کرد و نزد استاد معروف عصر، یعنی مسروپ ماشتوتس و مخترع خط ارمنی، او علوم ریاضی، طبیعی، فلسفه، مسائل مذهبی، و زبان‌های ارمنی، سریانی و یونانی را آموخت و سرانجام در سال ۴۳۱ میلادی عازم مرکز علم آن زمان، یعنی اسکندریه شد. وی در اسکندریه به فراگیری فلسفه، حکمت و فن خطابه پرداخت و زبان یونانی را تکمیل کرد و سپس عازم روم و آتن شد و بعد از مدتی اقامت در آتن حدود سال ۴۴۰ میلادی از طریق قسطنطنیه به ارمنستان بازگشت.

## آثار
تألیفات و ترجمه‌های موسی خورنی را می‌توان در سه گروه تقسیم‌بندی کرد اگر چه کلیهٔ آثار وی به دست نیامده‌است.

### متون فلسفی

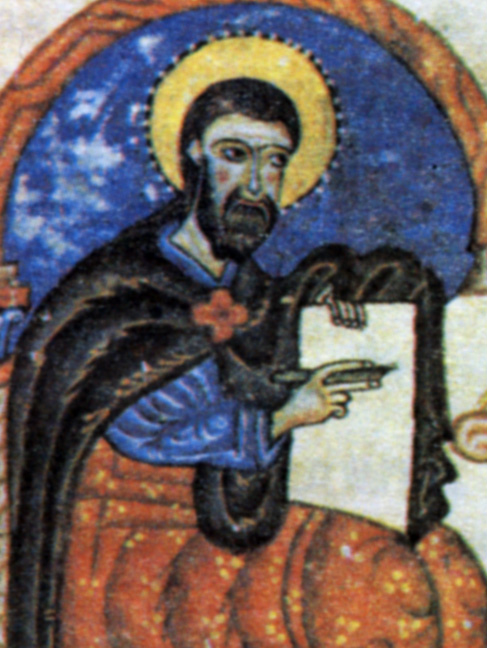

بررسی مؤسس، ده قاطیغوریاس ارسطو، مسائل یووانالا، بررسی منطقی مسائل مورد اختلاف فلاسفهٔ یونانی مکتب ملیتوس و فیلسوف ارمنی آتنی، فلسفهٔ داود شکست‌ناپذیر، کتاب هری شامل درس‌هایی از فن خطابه و ترجمهٔ خطابهٔ گریگور نازانزین از یونانی به ارمنی است.

### متون مذهبی
آفرین به گروه دوشیزگان ریپسیمه، تاریخ گروه دوشیزگان ریپسیمه، نیایش ویژهٔ خداوند.

### متون تاریخی و جغرافیایی
اثر شناخته شدهٔ تاریخ ارمنستان که حدود سال‌های ۴۸۲ میلادی تألیف شد، ترجمهٔ زندگی اسکندر از زبان یونانی به ارمنی و سرانجام کتاب مشهورش به نام جغرافیای موسی خورنی که بر اساس کتاب شهرستان‌های ایران و با توجه به جغرافیای بطلمیوس به زبان ارمنی تألیف شده‌است.

## زندگی‌نامه

### اوایل زندگی و تحصیلات
موسی خورنی جزئیات زندگی‌نامه‌ای خود را در کتاب تاریخ ارمنیان آورده است. نویسندگان متأخر ارمنی جزئیات بیشتری دربارهٔ زندگی خورنی ارائه کرده‌اند، اگرچه به گفته دانشمند استپان مالخاسیانتس، این جزئیات قابل اعتماد نیستند. لقب موسی، خورنی، نشان می‌دهد که او در مکانی به نام خورن یا خوریان زاده شده است. طبق یک دیدگاه قدیمی‌تر، موسی در روستای خورنی (که خورون یا خورونک نیز نامیده می‌شود) در استان ارمنی تارون یا توروبران زاده شده است. برخی منابع موسی را تاروناتسی («اهل تارون») می‌نامند. با این حال، مالخاسیانتس معتقد است که اگر موسی در خورنی به دنیا آمده بود، با نام موسی خورنتسی یا خوروناتسی شناخته می‌شد. مالخاسیانتس در عوض، روستای خوریا (Խորեայ) در ناحیه هاباند استان سیونیک را به عنوان زادگاه خورنی پیشنهاد می‌کند که توسط مورخ قرن سیزدهم استپانوس اوربلیان ذکر شده است.
1. ↑  ایرانشهر، ص ۱۱
2. ↑  ایرانشهر، ص ۱۱ و ۱۲
3. 1 2 3 4 5 6 7  مالخاسیانتس, اس. (1997). "پیش‌گفتار".  In سرکیسیان, گاگیک (ed.). تاریخ ارمنیان، قرن پنجم (PDF) (به ارمنی). ایروان: هایاستان. pp. ۵–۸. {{cite book}}: Unknown parameter |عنوان ترجمه‌شده= ignored (help); Unknown parameter |عنوان فصل ترجمه‌شده= ignored (help)

 بر اساس این دیدگاه، نام خوریا از شکل تأییدنشده قدیمی‌تر خوریان پدید آمده است.
مالخاسیانتس، با پذیرش تاریخ‌گذاری قرن پنجمی خورنی، سال ۴۱۰ را به عنوان سال تقریبی تولد او پیشنهاد می‌کند و استدلال می‌کند که او احتمالاً جوانی حدوداً ۲۲ یا ۲۳ ساله بوده که به اسکندریه سفر کرده است؛ جایی که موسی می‌نویسد پس از شورای افسوس در سال ۴۳۱ به آنجا فرستاده شد. مالخاسیانتس چنین فرض می‌کند که خورنی تحصیلات اولیه خود را در مدرسه‌ای در سیونیک که توسط مسروپ ماشتوتس، خالق الفبای ارمنی، تأسیس شده بود، دریافت کرده و سپس برای تحصیل مستقیم زیر نظر ماشتوتس و جاثلیق ساهاک پارتو به واغارشاپات فرستاده شده است. پس از شورای افسوس، هنگامی که ماشتوتس و ساهاک در حال تصحیح ترجمه ارمنی کلاسیک کتاب مقدس بر اساس نسخه اصلی یونانی کوینه، یا ترجمه مجدد آن به ارمنی بودند، تصمیم گرفتند موسی و چند تن دیگر از شاگردان خود را به اسکندریه، مصر—یکی از مراکز بزرگ دانش در آن زمان—بفرستند تا در یادگیری فرهنگ یونانی و هنرهای ادبی مهارت پیدا کنند.

### سفر و بازگشت به ارمنستان
دانشجویان در زمانی بین سال‌های ۴۳۲ و ۴۳۵ ارمنستان را ترک کردند. آنها ابتدا به ادسا رفتند و در کتابخانه‌های محلی به مطالعه پرداختند. سپس به سوی اورشلیم و اسکندریه حرکت کردند. پس از هفت سال تحصیل در اسکندریه، موسی و همکلاسی‌هایش به ارمنستان بازگشتند، اما دریافتند که مسروپ و ساهاک درگذشته‌اند. موسی اندوه خود را در یک مرثیه در پایان تاریخ ارمنیان بیان می‌کند:
در حالی که آنها [مسروپ و ساهاک] منتظر بازگشت ما بودند تا موفقیت‌های شاگردشان [یعنی موسی] را جشن بگیرند، ما با عجله از بیزانس بازگشتیم، به این امید که در یک عروسی برقصیم و آواز بخوانیم... و در عوض، خود را در پای گور معلمانمان در حال سوگواری یافتم... حتی به موقع نرسیدم که چشمانشان را بسته ببینم یا آخرین کلماتشان را بشنوم.
برای پیچیده‌تر شدن مشکلاتشان، فضایی که موسی و دیگر دانشجویان به آن بازگشته بودند، بسیار خصمانه بود و مردم بومی با دیده‌ی تحقیر به آنها می‌نگریستند. در حالی که مورخان متأخر ارمنی این موضوع را به گردن مردمی نادان می‌انداختند، سیاست و ایدئولوژی ساسانیان نیز در این امر مقصر بود، زیرا حاکمان آن «نمی‌توانستند دانشمندان جوان و تحصیل‌کرده‌ای را که تازه از مراکز علمی یونان بازگشته بودند، تحمل کنند». با توجه به این فضا و آزار و اذیت ایرانیان، موسی در روستایی نزدیک واغارشاپات مخفی شد و برای چندین دهه در انزوای نسبی زندگی کرد.

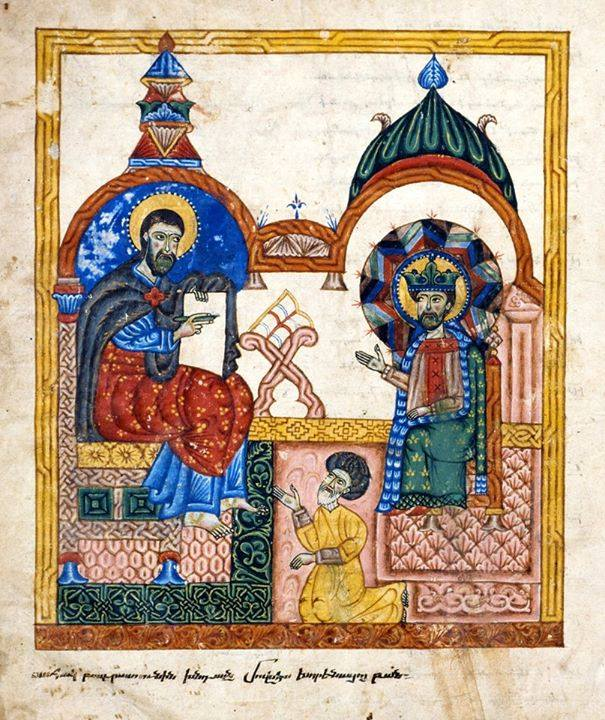
موسی در یک نسخه خطی ارمنی قرن چهاردهم به تصویر کشیده شده است

گیوت، جاثلیق کل ارمنیان (۴۶۱–۴۷۱)، روزی هنگام سفر در آن منطقه با موسی ملاقات کرد و بدون آنکه هویت واقعی او را بداند، او را به همراه چند تن از شاگردانش به شام دعوت کرد. موسی در ابتدا ساکت بود، اما پس از آنکه شاگردان گیوت او را به صحبت تشویق کردند، موسی در سر میز شام سخنرانی شگفت‌انگیزی کرد. یکی از شاگردان جاثلیق توانست موسی را به عنوان فردی که گیوت به دنبالش بود، شناسایی کند؛ به زودی مشخص شد که گیوت یکی از همکلاسی‌ها و دوستان سابق موسی بوده است. گیوت موسی را در آغوش گرفت، دوستش را از انزوا بیرون آورد و او را به عنوان اسقف در باگرواند منصوب کرد.

### تاریخ ارمنیان

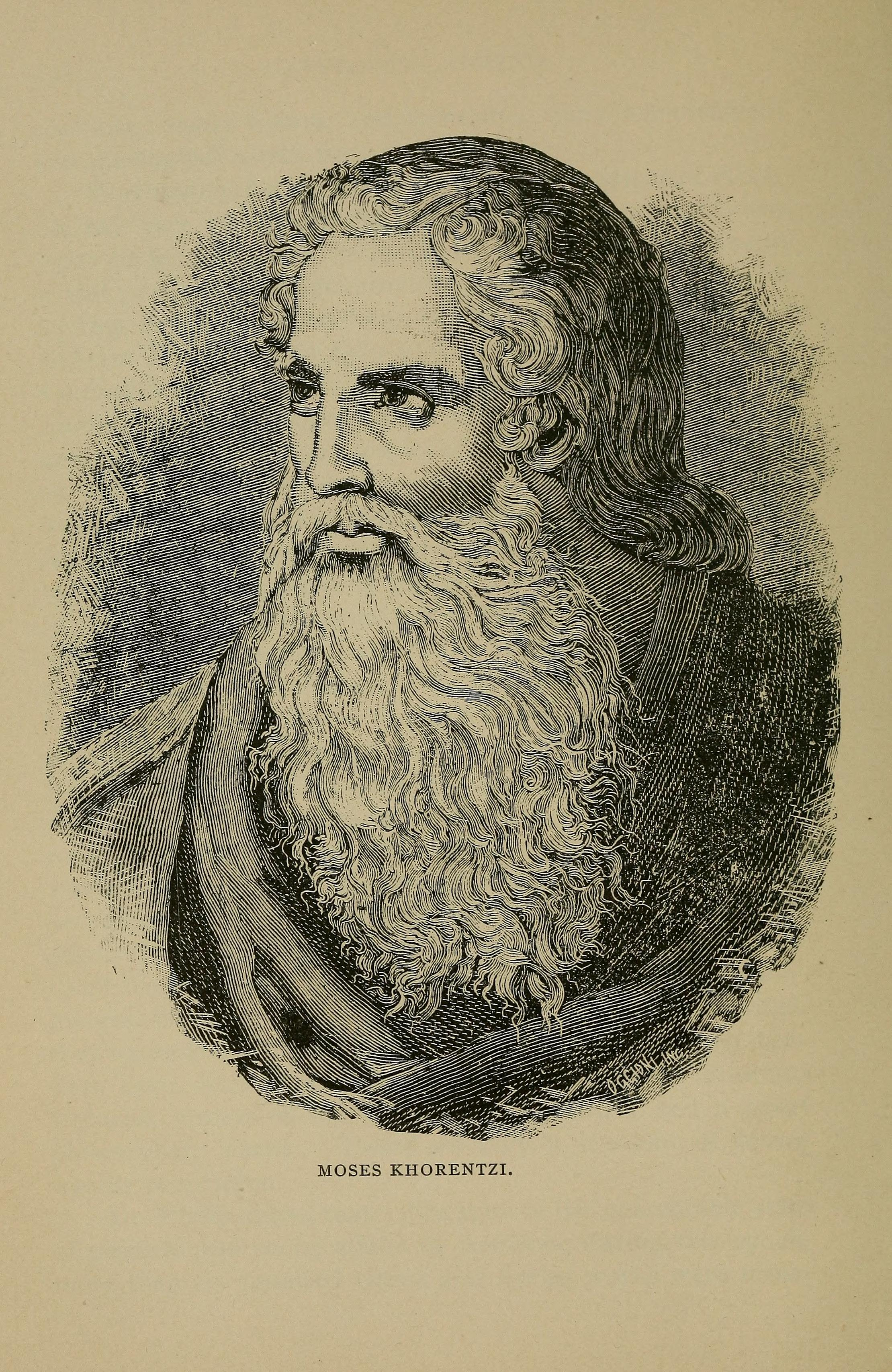
نقاشی موسی خورنی در کتاب ارمنستان مصور و ارمنیان (۱۹۰۸)

موسی در مقام اسقف، توسط شاهزاده ساهاک باگراتونی (که در سال ۴۸۲ در نبرد چارمانا علیه ارتش ایران کشته شد) مورد خطاب قرار گرفت. ساهاک که از شهرت موسی شنیده بود، از او خواست تا تاریخی از ارمنستان، به ویژه زندگی‌نامه پادشاهان ارمنی و ریشه‌های خاندان‌های ناخارار ارمنی را بنویسد. مورخ ارمنی آرتاشس ماتئوسیان، بر اساس پژوهش‌های خود بر روی گاه‌نامه مورخ ارمنی قرن ششم، آتاناس تاروناتسی، تاریخ اتمام تاریخ توسط موسی را سال ۴۷۴ قرار داده است.
یکی از دلایل اصلی او برای پذیرش درخواست ساهاک باگراتونی در بخش اول پاتموتسیون هایوتس یا تاریخ ارمنیان آمده است: «زیرا هرچند ما کوچک و از نظر تعداد بسیار محدود هستیم و بارها توسط پادشاهی‌های بیگانه فتح شده‌ایم، با این حال، اعمال شجاعانه بسیاری نیز در سرزمین ما انجام شده که شایسته نوشتن و به یاد ماندن است، اما هیچ‌کس زحمت نگارش آنها را به خود نداده است.» اثر او اولین سند تاریخی است که کل تاریخ ارمنستان را از دوران بسیار کهن تا زمان مرگ مورخ پوشش می‌دهد. تاریخ او تا قرن هجدهم به عنوان کتاب درسی برای مطالعه تاریخ ارمنستان به کار می‌رفت. تاریخ موسی همچنین توصیف غنی‌ای از سنت‌های شفاهی رایج در میان ارمنیان آن زمان ارائه می‌دهد، مانند داستان عاشقانه آرتاشس و ساتنیک و تولد خدای واهاگن. موسی چندین سال دیگر زندگی کرد و در اواخر دهه ۴۹۰ درگذشت.

## تاریخ‌نگاری

### نویسندگان کلاسیک
سه ارجاع احتمالی اولیه به موسی در منابع دیگر معمولاً شناسایی می‌شوند. اولین مورد در تاریخ ارمنیان اثر غازار پارپتسی (حدود ۴۹۵ یا ۵۰۰ میلادی) است، جایی که نویسنده به تفصیل به آزار و اذیت چندین شخصیت برجسته ارمنی، از جمله «موسس فیلسوف مبارک» می‌پردازد که توسط برخی از محققان با موسی خورنی یکی دانسته شده است. مورد دوم کتاب رسائل (قرن ششم) است که حاوی رساله‌ای الهیاتی کوتاه از «موسی خورنی» است. سومین ارجاع احتمالی اولیه در یک نسخه خطی قرن دهم تا یازدهم است که حاوی فهرستی از تاریخ‌ها منسوب به آتاناسیوس (آتاناس) تارونی (قرن ششم) است: زیر سال ۴۷۴، این فهرست «موسی خورنی، فیلسوف و نویسنده» را ذکر می‌کند.

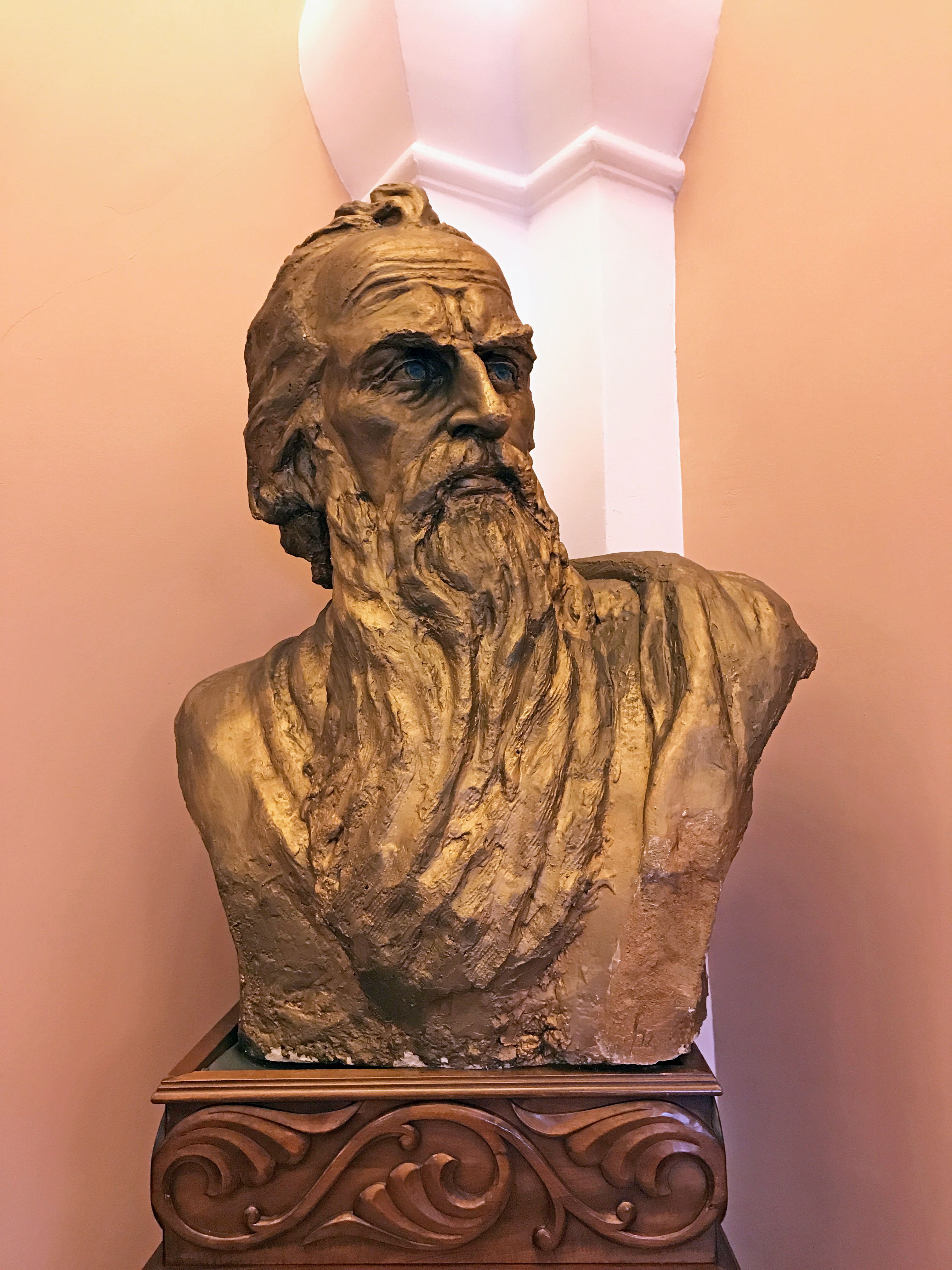
تندیسی از خورنی در ماتناداران

### پژوهش‌های اولیه
از آغاز قرن نوزدهم، به عنوان بخشی از یک گرایش کلی در آن سال‌ها برای بازنگری انتقادی منابع کلاسیک، تاریخ خورنی مورد تردید قرار گرفت. نتایج به دست آمده توسط آلفرد فون گوتشمید، «فاز فوق انتقادی» مطالعه اثر خورنی را آغاز کرد. بسیاری از محققان اروپایی و ارمنی در اواخر قرن بیستم اهمیت آن را به عنوان یک منبع تاریخی کم‌اهمیت جلوه دادند و تاریخ را به زمانی بین قرن هفتم تا نهم نسبت دادند. استپان مالخاسیانتس، یک زبان‌شناس و متخصص ادبیات ارمنی کلاسیک، این دوره انتقادی اولیه از اواخر قرن نوزدهم تا اوایل قرن بیستم را به «مسابقه‌ای» تشبیه کرد که در آن هر محقق سعی می‌کرد در انتقاد از خورنی از دیگری پیشی بگیرد.

### مطالعات نوین
در دهه‌های اولیه قرن بیستم، دانشمندانی مانند ف. س. کانیبیر، مانوک آبقیان و مالخاسیانتس، نتایج محققان مکتب فوق انتقادی را رد کردند و خورنی را دوباره در قرن پنجم قرار دادند. علاوه بر این، چندین ادعا و ارجاع خورنی توسط تحقیقات معاصر قوم‌نگاری و باستان‌شناسی ثابت شده است.
در نیمه دوم قرن بیستم، استدلال‌های مکتب فوق انتقادی توسط تعدادی از محققان در دانشگاه‌های غربی احیا شد. رابرت دبلیو. تامسون، رئیس سابق کرسی مطالعات ارمنی در دانشگاه هاروارد و مترجم چندین اثر کلاسیک ارمنی، با انتشار ترجمه انگلیسی خود از تاریخ ارمنیان در سال ۱۹۷۸، به صریح‌ترین منتقد خورنی تبدیل شد. تامسون، خورنی را یک «جاعل جسور و دروغگو» و «یک رازآمیزکننده درجه یک» نامید. او نوشت که گزارش خورنی حاوی تناقضات زمانی و اختراعات مختلفی است.
استدلال‌های تامسون توسط تعدادی از محققان در داخل و خارج از ارمنستان مورد انتقاد قرار گرفت. ورج نرسسیان، متصدی بخش خاورمیانه مسیحی در کتابخانه بریتانیا، با بسیاری از توصیفات تامسون، از جمله تاریخ‌گذاری متأخر او برای نگارش و ادعای او مبنی بر اینکه خورنی صرفاً یک اثر توجیه‌گر برای خاندان شاهزاده باگراتونی بوده، مخالفت کرد:
اگر چنین است، پس چگونه می‌توان دلمشغولی کامل موسی به وقایع پیش از سال ۴۴۰ میلادی و سکوت او دربارهٔ وقایع منتهی به تهاجمات و اشغال ارمنستان توسط اعراب بین سال‌های ۶۴۰–۶۴۲ را توضیح داد؟ علاوه بر این، اگر هدف قطعی تاریخ «تقویت شهرت خاندان باگراتونی» بود، این وقایع باید موضوع اصلی تاریخ او می‌بودند؛ مدیریت ماهرانه همین وقایع بود که برتری باگراتیدها را به ارمغان آورد. ... منافع کلیسایی نیز به قرن هشتم اشاره نمی‌کنند. هیچ پژواکی از مناقشه کلسدونی که ارمنیان را از سال ۴۵۱ تا ۶۴۱، زمانی که وحدت کلیسایی فرموله شده توسط شورای تئودوسیوپولیس کنار گذاشته شد، درگیر کرده بود، وجود ندارد.
گاگیک سرکیسیان، یک محقق ارمنی در زمینه کلاسیک و یکی از زندگی‌نامه‌نویسان برجسته خورنی، نیز تامسون را به دلیل «فوق انتقادی‌گری نابهنگام» و بازگویی لجوجانه و «حتی اغراق در اظهاراتی که زمانی توسط» محققان اواخر قرن نوزدهم و اوایل قرن بیستم، به‌ویژه گریگور خالاتیانتس (۱۸۵۸–۱۹۱۲) مطرح شده بود، مورد انتقاد قرار داد. سرکیسیان خاطرنشان کرد که تامسون، در محکوم کردن خورنی به دلیل عدم ذکر منابعش، این واقعیت را نادیده گرفته است که «یک نویسنده باستانی یا قرون وسطایی ممکن است قوانین خاص خود را برای ذکر منابع داشته باشد که با قوانین اخلاق علمی مدرن متفاوت است». اتهام تامسون مبنی بر سرقت ادبی و تحریف منابع توسط خورنی نیز توسط محققانی که معتقد بودند تامسون «یک نویسنده قرون وسطایی را با استانداردهای» تاریخ‌نگاری قرن بیستم می‌سنجد، رد شد و اشاره کردند که مورخان کلاسیک متعددی، چه یونانی و چه رومی، درگیر همین رویه بوده‌اند. آرام توپچیان، که در آن زمان پژوهشگر مطالعات ارمنی در دانشگاه عبری اورشلیم بود، با این نظر موافق بود و خاطرنشان کرد که عجیب است تامسون، خورنی را به دلیل عدم ذکر منابعش مقصر می‌داند، زیرا این یک رویه پذیرفته شده در میان تمام مورخان کلاسیک بود.
در سال ۲۰۰۰، مورخ نینا گارسیان نوشت که اختلاف نظر بر سر تاریخ‌گذاری خورنی ادامه دارد و «هنوز هیچ توافق نهایی در این مورد حاصل نشده است». در مطالعه‌ای که برای اولین بار در سال‌های ۲۰۰۳–۲۰۰۴ منتشر شد، گارسیان استدلال کرد که نسخه نهایی تاریخ باید به نیم قرن پس از سال ۷۷۵ تاریخ‌گذاری شود، اگرچه او این امکان را رد نکرد که این نسخه نهایی ممکن است بر اساس تاریخی به نام موسی خورنی از قرن پنجم باشد. در سال ۲۰۲۱، مورخ آلبرت استپانیان خاطرنشان کرد که «هنوز تردیدهایی در مورد شخص و اثر خورنی باقی است»، اما او تاریخ‌گذاری قرن پنجمی خورنی را تأیید می‌کند و انتقادات مدرن به خورنی را به تفسیر نادرست الحاقات بعدی به اثر نسبت می‌دهد.
امروزه، اثر موسی خورنی به عنوان یک منبع مهم برای پژوهش در تاریخ اورارتویی و ارمنستان اولیه شناخته می‌شود. این گزارش موسی خورنی از شهر باستانی وان با کتیبه‌های میخی آن بود که انجمن آسیایی پاریس را بر آن داشت تا سفر اکتشافی فریدریش ادوارد شولتز را تأمین مالی کند، که در آنجا زبان اورارتویی ناشناخته را کشف کرد.

## تاریخچه نسخ خطی
تقریباً بیست دست‌نوشته از تاریخ ارمنیان اثر موسی خورنی به دست ما رسیده است. بیشتر این نسخه‌ها متعلق به قرن‌های سیزدهم و چهاردهم میلادی هستند. کاتب یکی از نسخه‌ها ذکر می‌کند که نسخه او از روی نسخه خطی نرسس لامبروناتسی کتابت شده است. چنین پنداشته می‌شود که این نسخه قدیمی‌ترین نسخه است، زیرا تاریخ آن به قرن دوازدهم میلادی بازمی‌گردد. مورخان ارمنی تاریخ ده قطعه را قدیمی‌تر از نسخه‌های دارای متن کامل می‌دانند، اما هیچ‌یک از قرائت‌های آنها را ارائه نمی‌دهند. یک قطعه که در ونیز نگهداری می‌شود به قرن نهم یا پیش از آن تاریخ‌گذاری شده است؛ یک قطعه در وین به قرن نهم تا دهم؛ قطعاتی در ماتناداران به قرن دهم تا یازدهم؛ و یک قطعه روی کاغذ به قرن چهاردهم تاریخ‌گذاری شده است.